# العلاقات الباهاماسية القطرية
العلاقات الباهاماسية القطرية هي العلاقات الثنائية التي تجمع بين باهاماس وقطر.

## مقارنة بين البلدين
هذه مقارنة عامة ومرجعية للدولتين:
| وجه المقارنة                                              | باهاماس      | قطر           |
| --------------------------------------------------------- | ------------ | ------------- |
| المساحة (كم2)                                             | 13.88 ألف    | 11.44 ألف     |
| عدد السكان (نسمة)                                         | 395.36 ألف   | 2.64 مليون    |
| الكثافة السكانية (ن./كم²)                                 | 28.48        | 230.77        |
| العاصمة                                                   | ناساو        | الدوحة        |
| اللغة الرسمية                                             | لغة إنجليزية | اللغة العربية |
| العملة                                                    | دولار بهامي  | ريال قطري     |
| الناتج المحلي الإجمالي (بليون دولار)                      | 12.16 مليار  | 167.61 مليار  |
| الناتج المحلي الإجمالي (تعادل القوة الشرائية) بليون دولار | 8.92 مليار   | 316.40 مليار  |
| الناتج المحلي الإجمالي الاسمي للفرد دولار أمريكي          | 22.82 ألف    | 73.65 ألف     |
| الناتج المحلي الإجمالي للفرد دولار أمريكي                 |              | 141.54 ألف    |
| مؤشر التنمية البشرية                                      | 0.790        | 0.850         |
| رمز المكالمات الدولي                                      | +1242        | +974          |
| رمز الإنترنت                                              | .bs          | .qa           |
| المنطقة الزمنية                                           | 00           | ت ع م+03:00   |

## منظمات دولية مشتركة
يشترك البلدان في عضوية مجموعة من المنظمات الدولية، منها:
| علم المنظمة | اسم المنظمة                               | تاريخ انضمام باهاماس | تاريخ انضمام قطر |
| ----------- | ----------------------------------------- | -------------------- | ---------------- |
|             | يونسكو                                    | 23 أبريل 1981        | 27 يناير 1972    |
|             | وكالة ضمان الاستثمار متعدد الأطراف        | 4 أكتوبر 1994        | 22 أكتوبر 1996   |
|             | الأمم المتحدة                             | 18 سبتمبر 1973       | 21 سبتمبر 1971   |
|             | الاتحاد البريدي العالمي                   | ?                    | ?                |
|             | البنك الدولي للإنشاء والتعمير             | 21 أغسطس 1973        | 25 سبتمبر 1972   |
|             | الاتحاد الدولي للاتصالات                  | 19 أغسطس 1974        | 27 مارس 1973     |
|             | منظمة حظر الأسلحة الكيميائية              | ?                    | ?                |
|             | مؤسسة التمويل الدولية                     | 8 ديسمبر 1986        | 11 أكتوبر 2008   |
|             | المركز الدولي لتسوية المنازعات الاستشارية | 18 نوفمبر 1995       | 20 يناير 2011    |
|             | منظمة الشرطة الجنائية الدولية             | ?                    | ?                |

## وصلات خارجية
- موقع وزارة الخارجية القطرية